# سلمان خان فیلمز
سلمان خان فیلمز (به انگلیسی: Salman Khan Films) به اختصار SKF گفته می‌شود، یک شرکت تولید و توزیع‌کننده فیلم‌های هندی است که توسط سلمان خان بازیگر معروف بالیوود در سال ۱۹۹۹ تأسیس شد. مستقر در بمبئی، که عمدتاً فیلم‌های سینمای هند را تولید و توزیع می‌کند.